# Économie bouddhiste
L’économie bouddhiste est un ensemble de principes économiques partiellement inspirés par la conviction bouddhiste que chacun doit faire un travail juste pour assurer un développement humain convenable.

## Origine
L'économie n'apparaît pas explicitement dans le bouddhisme, mais le cinquième point du noble sentier octuple est Des moyens d'existence justes; or les moyens d'existence sont justement le sujet sur lequel s'est bâtie cette discipline. De plus des avis sur l'économie sont éparpillés dans les écrits du bouddhisme. La plupart sont des enseignements du Bouddha sur les quatre nécessités (se nourrir, s'habiller, se loger, se soigner), ou sur la gestion d'une monarchie ou d'une république.
Toutefois le premier à utiliser le terme fut E.F. Schumacher en 1955, au retour d'un voyage en Birmanie comme consultant en développement pour le premier ministre U Nu. L'essai séminal de Schumacher Buddhist Economics a d'abord été publié en 1966 dans Asia: A Handbook et republié comme chapitre 4 de son célèbre livre Small is beautiful (1973).
Le concept a été repris et développé par des auteurs du bouddhisme theravada comme Prayudh Payutto (en) et Phrabhavanaviriyakhun (en).

## Principes
Le bouddhisme n'est pas une religion au sens habituel. Il n'a ni dogme, ni dieu (au sens, par exemple, de la chrétienté), ni sacrements, etc. Il se rapproche plus d'une science expérimentale au sens où chacun doit confronter les hypothèses avec l'expérience pour valider une vérité qui reste subjective. En tant que mode de vie on l'appelle aussi la « Voie du milieu » (entre ascétisme et matérialisme).
Alors que l'économie orthodoxe cherche à expliquer les activités économiques avec le but pour les individus de maximiser l'utilité avec une contrainte de rareté des ressources, et pour la société de maximiser la richesse sous la même contrainte, et s'intéresse essentiellement aux quantités mesurables, l'économie bouddhiste cherche à expliquer les activités économiques avec le but pour les individus et la société d'obtenir paix et tranquillité sous une contrainte de rareté des ressources, et s'intéresse aux états mentaux sur lesquels tous nos comportements économiques (et autres) sont basés.
Pour Thomas Hobbes le but de la vie humaine est d'éviter la douleur et de rechercher le « plaisir » maximal. L'économie orthodoxe considère donc que le comportement « rationnel » de chaque individu est de rechercher son intérêt personnel, l'économie traduisant « plaisir » en « utilité ». Sous ce paradigme, la façon typique de maximiser son utilité est d'avoir plus.
Pour le Bouddha tous les êtres cherchent à éviter ce qu'il nomme dukkha, qui peut être traduit par conflit, aliénation, ignorance, douleur, misère ou souffrance. Pour le bouddhisme c'est l'attachement au plaisir qui produit cet état, et la technique pour s'en défaire est constituée par le noble sentier octuple. Diminuer la douleur augmente la paix et le bonheur. Le bouddhisme distingue donc nettement entre la recherche du plaisir et la recherche du bien-être, entre les envies et les besoins, entre une satisfaction durable et une satisfaction éphémère qui se transforme en frustration. S'il considère la richesse comme un bien, il n'en fait pas un but mais un moyen.
Le processus de production doit donc maximiser la qualité des inputs humains : il doit produire compétences, créativité et sens d'accomplissement chez les individus. Le travailleur ne doit pas être exploité mais ressentir que son travail est utile pour lui et pour les autres. L'usage des ressources non renouvelables doit être minimisé et le remplacement dans le processus des ressources non renouvelables par les ressources renouvelables doit être favorisé. Le gaspillage et les déchets doivent être minimisés.
Le principal objectif de la consommation dans l'économie bouddhiste n'est pas de maximiser l'utilité mais de maintenir une bonne santé physique et mentale, fondement de l'aptitude à suivre le noble chemin octuple et à être délivré de la dukkha.
Le but premier de l'économie bouddhiste est de diminuer la douleur ou la souffrance de tous les êtres vivants. Au contraire du capitalisme dont les valeurs de base sont l'intérêt personnel et la concurrence, les valeurs de base de l'économie bouddhiste sont le non-soi et la compassion qui conduisent à la coopération.

## Concepts[3]

### Valeur
L'économie bouddhiste distingue entre la valeur artificielle considérée par l'économie orthodoxe, qui est liée aux envies, même stimulées voire créées par la publicité, et la valeur réelle déterminée par la capacité à satisfaire le besoin de bien-être.

### Consommation
Le problème est similaire. Il y a donc une consommation positive et une consommation négative. De plus la vision holistique du bouddhisme lui fait prendre en compte l'ensemble des conséquences (ou externalités), positives ou négatives, qu'elles soient matérielles ou spirituelles.

### Modération
L'idée de la « Voie du milieu » est que l'optimum de bien-être n'est pas plus atteignable par la maximisation que par la minimisation de la consommation ou du plaisir.

### Non-consommation
Dans certains cas la non-consommation, totalement ignorée par l'économie orthodoxe, peut être une action qui a des conséquences favorables sur le développement.

### Surconsommation
La surconsommation est une action qui a des conséquences négatives soit sur le consommateur, soit sur ceux qui sont privés par conséquent de l'accès à des ressources nécessaires.

### Contentement
Le bouddhisme associe le contentement à l'absence des envies artificielles. La voie vers le contentement implique la réduction des désirs artificiels et le soutien du désir de la qualité de vie.

### Travail
C'est peut être sur ce point que l'économie orthodoxe et l'économie bouddhiste divergent le plus. En économie orthodoxe, c'est un mal nécessaire, pour l'employeur le travail est un coût qui doit donc être réduit au minimum, pour le travailleur c'est une « désutilité », un sacrifice de son temps et de son confort, pour lequel le salaire est une compensation. Pour le bouddhisme le travail a trois fonctions : donner à la personne une chance d'utiliser et de développer ses facultés, lui permettre de dépasser son égo-centrisme pour collaborer avec d'autres personnes, et produire les biens et services nécessaires à une existence convenable. Le travail et le loisir sont donc les deux faces du même processus et ne peuvent pas être séparés sans détruire la joie du travail et la bénédiction du loisir.
Le but premier d'une politique économique bouddhiste n'est donc pas de maximiser la production, ni même de maximiser l'emploi aux dépens éventuels de la qualité des tâches. Il est de donner à tous ceux qui en ont besoin un emploi utile.

### Production et Non-production
Dans la réalité il n'y a pas de production. Il n'y a que des conversions, qui sont obligatoirement associées à des destructions. Dans certains cas cette destruction est acceptable, dans d'autres, non. La non-production peut donc être une activité économique utile.
La production n'est pas forcément marchande. La même production, particulièrement dans les services, peut être assurée tant par des échanges marchands que par des échanges non marchands comme des relations de « bon voisinage ».

### Concurrence et coopération
La concurrence est naturelle. Quand les gens recherchent leur plaisir immédiat ils sont prêts à s'approprier sans limite, et donc sans considération des besoins ou désirs des autres, l'objet du désir. Cet instinct peut être redirigé vers une forme de "coopération artificielle" d'un groupe en concurrence avec un autre groupe (une autre entreprise). La vraie coopération est liée à la recherche du bien-être et à la résolution des problèmes globaux.

### Choix
L'économie orthodoxe ne juge pas les choix qui sont faits par les acteurs. Un bien obtenu par un moyen moral ou immoral, dans un but moral ou immoral, a toujours la même valeur. Au contraire, pour le bouddhisme, tout choix est éthique parce que tout choix crée un karma, c'est-à-dire qu'il a des conséquences directes ou indirectes, bonnes ou mauvaises, pour l'individu, la société et l'environnement.

### Visions du monde
Le but de la vie implicite dans l'économie orthodoxe est celui explicité dans la constitution des États-Unis d'Amérique : « la recherche du bonheur ». Le problème est que le bonheur est une qualité très vague et que l'économie orthodoxe évite soigneusement d'expliciter tous les aspects liés à la psychologie, alors qu'elle est basée de bout en bout sur des concepts psychologiques complexes (désirs, choix, satisfaction…). Faisant l'impasse sur le facteur humain elle se considère autosuffisante. Se considérant autosuffisante, elle ne peut pas voir que le bonheur qu'elle propose est contingent, car dépendant d'objets externes que l'individu ne peut jamais entièrement maîtriser.
Le point de vue bouddhiste est moins idéaliste et plus pragmatique. Le Bouddha dit simplement « Il y a de la souffrance ». C'est une réalité incontournable. Pour le Bouddha la cause de la souffrance est l'envie basée sur l'ignorance. La  suppression de cette envie doit donc faire disparaître la souffrance. La façon d'y arriver est donnée par le Noble sentier octuple. L'économie bouddhiste n'est donc qu'une des conditions nécessaires à l'obtention d'un bonheur indépendant des objets externes, ou du moins, pour les personnes moins spirituellement avancées, un bonheur harmonieux.

## Développements
On attribue au roi Ashoka (IIIe siècle avant notre ère) une politique bouddhiste en tous points.
Les efforts du roi Jigme Singye Wangchuck du Bhoutan sont souvent considérés comme une expression de l'économie bouddhiste : par exemple, en parallèle avec les indicateurs économiques classiques, le Bhoutan a introduit le 'Bonheur national brut' pour mesurer la qualité de vie et le bien-être non-économique.
L'économie de suffisance théorisée par le roi Bhumibol de Thaïlande est considérée comme une adaptation de l'économie bouddhiste.